# Pontecurone
Pontecurone (Piedmontese: Poncròu) là một đô thị ở tỉnh Alessandria trong vùng Piedmont, located on the left bank of the Curone, about 100 km về phía đông của Torino và khoảng 25 km về phía đông của Alessandria.
Pontecurone giáp các đô thị: Casalnoceto, Casei Gerola, Castelnuovo Scrivia, Rivanazzano, Tortona, Viguzzolo, và Voghera.